# Yanti Somer
Yanti Somer, születési nevén Kirsti Elina Somersalo (Helsinki, 1948. február 29. –) finn színésznő. Karrierjét Franciaországban és Olaszországban építette. Pályája kezdetén a Xanti Valio és Yanti Valio neveket is használta.

## Élete
Elvált szülök gyermekeként a gimnázium befejezése után elhagyta Finnországot és Párizsba költözött, ahol modellként dolgozott és színészként debütált. 
A hetvenes évek elején Milánóba és Rómába utazott. Egy próbafelvétel után rábizták Jesse, a farmerlány szerepét az E.B. Clucher által rendezett Az ördög jobb és bal keze 2. című filmben. Ebben a filmben együtt játszott Bud Spencerrel és Terence Hillel.
Olaszországban több, mint 10 filmben szerepelt. A nyolcvanas évek elején szakított a filmszakmával.  

## Filmográfia
- Az ördög jobb és bal keze 2., rendezte E.B. Clucher (1971)
- Vigyázat, vadnyugat!, rendezte E.B. Clucher (1972)
- Avanti!, rendezte Billy Wilder (1972)